# EM Возничего
EM Возничего (лат. EM Aurigae) — двойная затменная переменная звезда типа Беты Лиры (EB) в созвездии Возничего на расстоянии приблизительно 3705 световых лет (около 1136 парсеков) от Солнца. Видимая звёздная величина звезды — от +11,6m до +11,05m. Орбитальный период — около 1,822 суток.

## Характеристики
Первый компонент — белая звезда спектрального класса A3. Радиус — около 6 солнечных, светимость — около 43,896 солнечных. Эффективная температура — около 6064 К.